# Elysette

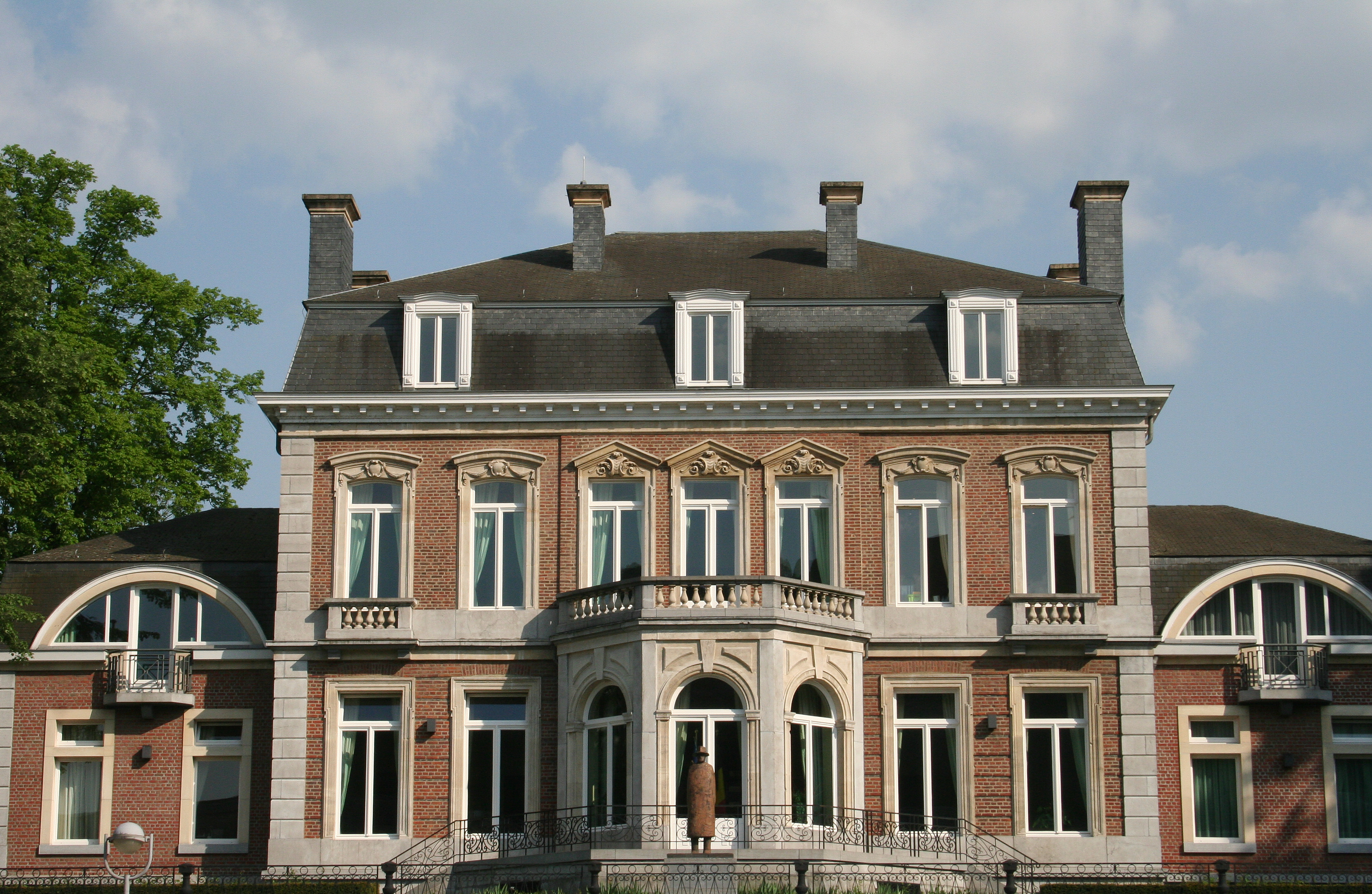
Het Elysette

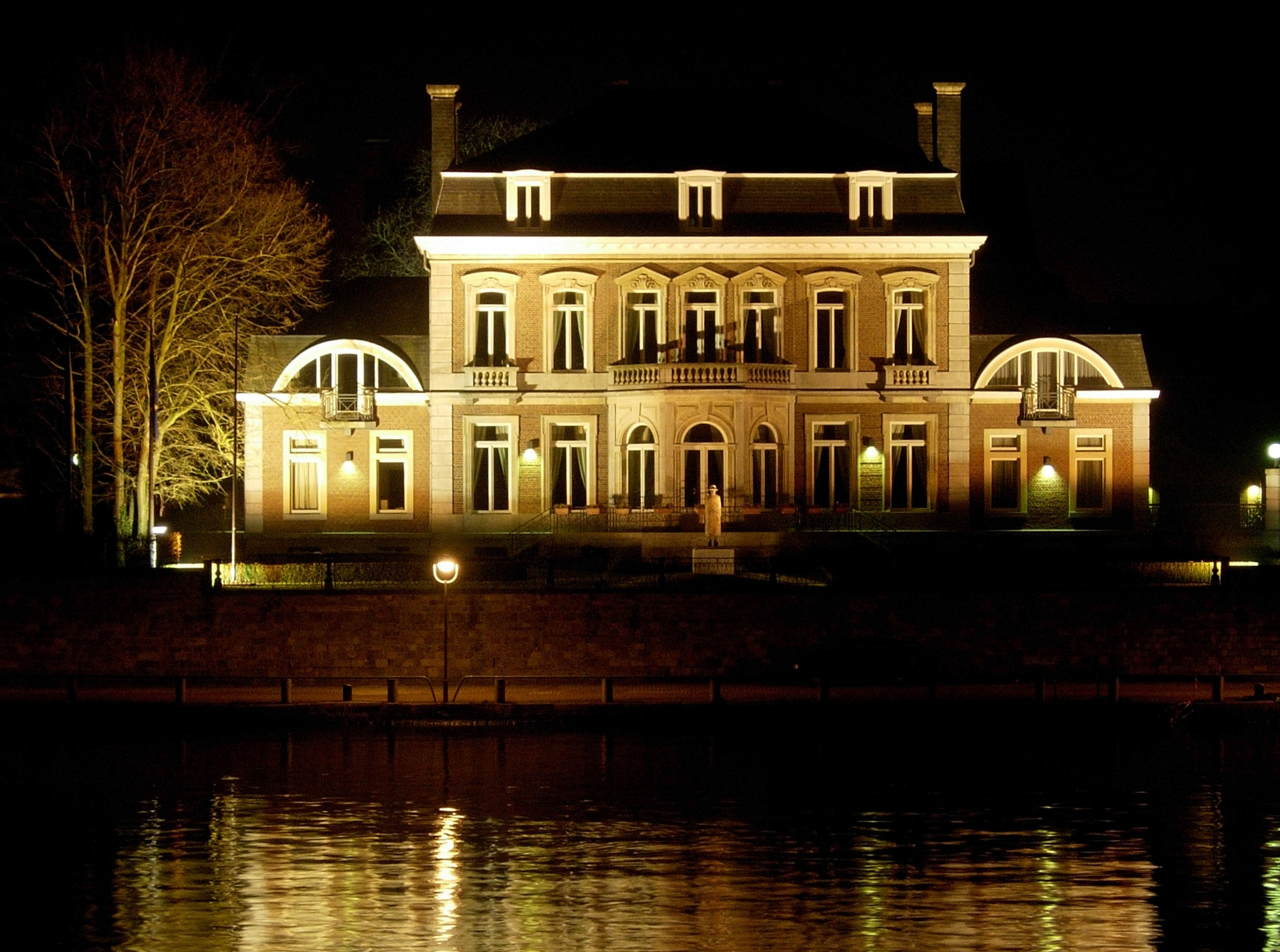
Het Elysette bij nacht

Het Elysette is de zetel van de Waalse regering. Het gebouw staat in de Waalse hoofdstad Namen.
De bijnaam Élysette dateert uit de ambtsperiode van Guy Spitaels, die goede banden onderhield met de Franse regering, die in het Élysée in Parijs zetelt.
Het gebouw herbergt de kantoren van de Waalse minister-president. Het is gelegen op de rechteroever van de rivier de Maas in de voormalige gemeente Jambes, tegenwoordig een deel van de stad Namen.
Het gebouw geeft uitzicht op het Hospice Saint-Gilles, zetel van het Waals Parlement, dat op de linkeroever van de Maas gelegen is, in de wijk Le Grognon, aan het punt waar de Maas en de Samber samenvloeien.

## Interieur en tuinen
Binnenin is het gebouw versierd met schilderijen van Pierre Paulus.
In de tuinen bevindt zich een beeld van Jean-Michel Folon, 'Quelqu'un" (Iemand) genaamd.